# اسپرس شان‌زنبوری
اسپرس شان‌زنبوری (نام علمی: Onobrychis scrobiculata) نام یک گونه از سرده اسپرس است.